# Lanleff
Lanleff (bretonisch: Lanleñv) ist eine französische Gemeinde mit 121 Einwohnern (Stand: 1. Januar 2022) im Département Côtes-d’Armor in der Region Bretagne. Einwohner der Gemeinde werden Lanleffois und Lanleffoises genannt.

## Geographie
Lanleff liegt etwa zehn Kilometer von der Küste entfernt. Umgeben wird Lanleff von den Gemeinden Yvias und Kerfot im Norden, von Pléhédel im Osten, von Tréméven im Süden, von Le Faouët im Südwesten und von Quemper-Guézennec im Westen. An der westlichen Gemeindegrenze verläuft der Fluss Leff, in den ganz im Süden sein Zufluss Kerguidoué einmündet.

## Bevölkerungsentwicklung
| 1962 | 1968 | 1975 | 1982 | 1990 | 1999 | 2008 | 2016 |
| 133  | 117  | 88   | 87   | 101  | 110  | 103  | 121  |

## Sehenswürdigkeiten
- Tempel von Lanleff, erbaut im 11. Jahrhundert, seit 1889 als Monument historique klassifiziert